# Benedikts Regel
Benedikts Regel (latin Regula Benedicti) er en Munkeregel, der både er rettesnor for det monastiske fællesskab og et katalog over idealer (inspireret af stoikerne) og en liturgi (læst højt ved bordfællesskabet ved spisning – jf. randdatoer)). 
Den stadige konflikt mellem idealer og praktiske foranstaltninger gjorde Benedikts Regel mulig i praksis på nedfældelsestidspunktet (dekonstruktion). 
Benedikts Regel er ikke unik, men én blandt ca. 30. Men den bliver fra 800-tallet den dominerende under karolingernes herredømme og reformering af kirken.

## Hvornår er den fra?
Benedikts Regel er muligvis skrevet i 535. Det ældste bevarede manuskript er angelsaksisk fra ca. 700 (750 ifølge Lawrence (1989)). Det bygger på Sankt Gallen-manuskriptet fra 817, der igen er en afskrift af et tabt Aachen-manuskript fra 787. Det er muligvis Benedikts eget bestilt af Karl den Store. 

## Hvem har skrevet den?
Benedikts Regel tilskrives den italienske abbed Benedikt af Nurcia. Det mener Pave Gregor den Store i Dialoger fra 594, en hagiografisk beskrivelse. Men Benedikts navn optræder kun i titlen, der omtaler ham som Sancti, dvs. efter hans helgenkåring af Gregor den Store. Sankt Gallen manuskriptet er bestilt af abbed Heito i Reichenauklosteret. Det tyder på at det blev anvendt i praksis.

## Struktur
Benedikts Regel er skabt om citater fra Det gamle Testamente (Salmerne, Ordsprogenes Bog) og Det nye Testamente (Evangelierne, Apostlenes Gerninger og særligt Paulus breve).
Struktur: 
Prolog + 73 kapitler. 
- Efter omtale af klosterets ledelse (1-3, se også 21-34) omtales
- det åndelige fundament (4-7) og
- liturgien (8-20) – der får førstepladsen. Først nu følger
- regler for fællesskab, forvaltning, måltider, arbejde m.m.
- Disciplinære foranstaltninger behandles i 23-30 + 43-46.
- Regler for optagelse i klosteret (58-65) har stået sidst i den første recension af Benedikts Regel. Mange regler foregribes tidligt, og de strenge straffe defineres ikke (der arbejdes kun med opdragende og rensende straffe).
- Ifølge kap. 73 (Epilog) er den skrevet for nybegyndere.

## Tekstens formål
Benedikts Regel indskriver det monastiske liv i en soteriologisk og eskatologisk ramme (særligt prologen og kap. 73) bestemt af lydighed over for Reglen, men i endnu højere grad over for abbeden (ifølge Lawrence 1989, s.29 a paternal autocracy). Ved at lægge vægt på abbeden som mellemled mellem de strenge regler og det menneskelige mulige er Benedikts Regel mere åben og realistisk mht. menneskelige fejl (fx 40,6-7 om vin, 43,4 om nattebøn, 49,1-2 om faste) end samtidige munkeregler. Benedikts Regels mådehold/mildhed begrundes med, at det forhindrer de svage i at flygte.
Benedikts Regel er henvendt til flere klostre (se bl.a. om dekanen, celleraren og epilogen).

## Placering i traditionen
Benedikts Regel er central og efter Bibelen den tekst, der er overleveret os i flest manuskripter. Fra 800 til 1200-tallet er det den mest gældende regel for munke i Vesteuropas latinske kristendom. Den diskuteres, tolkes og udlægges forskelligt, men er stadig hovedstammen i den katolske monastiske tradition. Benedikts Regels utilstrækkelighed bevidnes af flere regelkommentarer (consuetudines) fra 800-tallet.

## Realkommentarer
Benedikts Regel nævner ikke cølibatkravet (det ligger i monachos-begrebet), tonsur eller særlige kendetegn (ud over kutten og tavsheden – muligvis fordi det er et internt dokument for munke). Reglen foreskriver ikke disciplinære straffe for seksuelle afvigelser eller forhold til kvinder (se dog forbud mod fredskys uden bøn 53,5). 
Seksuelle afvigelser er forekommet og er blevet straffet. Det vidner breve fra Peter den Ærværdige og Peter Damiani om. Abbederne blev oftest ikke valgt af klosteret selv, som foreskrevet i Benedikts Regel, men af den biskop klosteret var underlagt (jf. Benedikts Regel kap. 64-65). Først da Cluny fik paven som overhoved opnåedes en form for autoritet. Reformforsøgene og striden mellem Peter den Ærværdige og Bernard af Clairvaux viser, at munkene ikke udførte manuelt arbejde, hvilket cistercienserne (fra 1098) ville genindføre (Det kanoniske retsgrundlag for klosterlivet blev nedfældet omkring 1140 af juristen Gratian i Decretum, Causae 14-20).